# Villa Jaragua

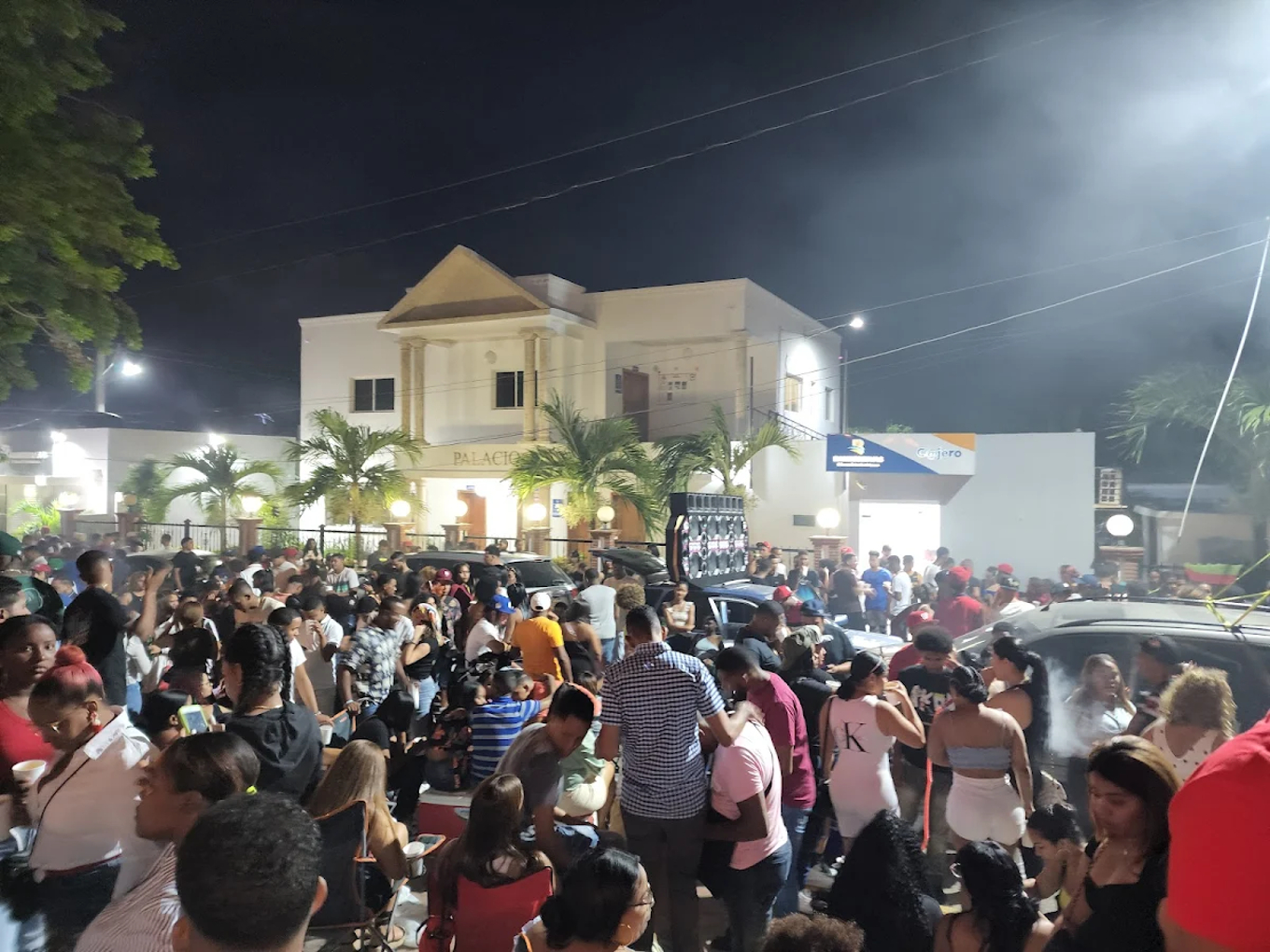
Pessoas reunidas no salão da prefeitura de Villa Jaragua

Villa Jaragua é uma cidade e um município da República Dominicana pertencente à província de Bahoruco, próximo ao lago Enriquillo.
Sua população estimada em 2012 era de 8 722 habitantes.
A cidade era conhecida como Barbacoa, mas Trujillo a nomeou como Villa Trujillo Valdéz em homenagem ao seu pai. Em 1961, seu nome foi mudado para o atual, Villa Jaragua.